# Сангвиник
Сангвиник (лат. sanguis [sɑnɡvis], «кровь», «жизненная сила») — один из четырёх типов темперамента в классификации Гиппократа (преобладание крови). Человека сангвинического темперамента можно охарактеризовать как живого, подвижного, сравнительно легко переживающего неудачи и неприятности. Такой темперамент имели Александр Иванович Герцен, австрийский композитор Вольфганг Амадей Моцарт, а также Наполеон Бонапарт.
Сангвиник — это личность, характеризующаяся высокой психической активностью, энергичностью, работоспособностью, быстротой и живостью движений, разнообразием и богатством мимики, быстрым темпом речи. Сангвиник стремится к частой смене впечатлений, легко и быстро отзывается на окружающие события, общителен.
Эмоции у сангвиника преимущественно положительные, они быстро возникают и быстро сменяются. Он быстро приспосабливается к новым условиям и быстро сходится с людьми. Его чувства легко возникают и сменяются новыми, ему свойственна выразительность, но иногда и непостоянство.
Иван Петрович Павлов считал, что у сангвиника возбудительный и тормозной процессы достаточно сильны, уравновешенны и подвижны. Он относил данный тип темперамента к сильному типу. При неблагоприятных условиях и отрицательных воспитательных влияниях эта подвижность может вылиться в отсутствие сосредоточенности, неоправданную поспешность поступков и поверхностность.